# Ghassan Shakaa
Ghassan Shakaa (arabe : غسّان شكاءl), né en 1943 à Naplouse et mort le 25 janvier 2018, est un homme politique palestinien.
Il a été maire de Naplouse (Cisjordanie), l'une des grandes villes des Territoires occupés, de 1994 à 2004 et de 2012 à 2015.

## Biographie
Ghassan Shakaa est le neveu de Bassam Shakaa, maire de Naplouse de 1976 à 1982.
En 1994, il est désigné pour ce poste par Yasser Arafat.
Après l'assassinat de son frère par des membres des Brigades des martyrs d'Al-Aqsa, Ghassan Shakaa démissionne de ses fonctions et publie une lettre ouverte dans laquelle il appelle l'Autorité palestinienne à restaurer l'ordre dans sa ville divisée politiquement.